# کریستین گودوین
کریستین گودوین (انگلیسی: Kristin Goodwin) یک ژنرال بازنشسته در نیروی هوایی ایالات متحده (USAF) است. او که فارغ‌التحصیل آکادمی نیروی هوایی بود، قبل از اینکه به فرماندهی برسد، خلبان هواپیماهای ترابری و سپس بمب‌افکن بود. او به‌عنوان فرمانده دانشجویان آکادمی خدمت می‌کرد، پستی که به دلیل تحقیقات بازرس کل از آن برکنار شد. او سپس رئیس ستاد فرماندهی عملیات فضایی نیروی فضایی ایالات متحده شد. او همچنین برندهٔ جوایزی همچون نشان هوایی شده است.

## زندگی شخصی
کریستین الیزابت گودوین در پیتسبورگ، پنسیلوانیا متولد شد. پدرش در گارد ساحلی ایالات متحده مشغول به کار بود (که پس از ۳۰ سال بازنشسته شد) و مادرش به عنوان نیروهای ذخیره نیروی هوایی بازنشسته شد. او به‌عنوان فرزند یک عضو گارد ساحلی که اغلب جابه‌جا می‌شد، فیرفکس، ویرجینیا را شهر اصلی خود می‌دانست، زیرا در دبیرستان آنجا تحصیل می‌کرد. گودوین آشکارا همجنسگرا است. از مارس ۲۰۱۹، او با کلی گودوین (نام خانوادگی فیشر) - دوچرخه‌سوار حرفه‌ای و آتش‌نشان سابق ازدواج کرد. آنها دو دختر دارند. طبق گفته وزارت ازدواج آمریکا، گودوین بعداً در ۹ ژوئیه ۲۰۲۲ با تریسی پولسون در کلرادو اسپرینگز، کلرادو ازدواج کرد. گودوین که یک ورزشکار است، در پنج ماراتن، و همچنین مسابقات سه‌گانه مردان آهنین و راهپیمایی مرگ یادبود باتان شرکت کرده است. گودوین در سال ۱۹۹۳ مدرک لیسانس خود را در رشته مهندسی مکانیک از آکادمی نیروی هوایی ایالات متحده دریافت کرد.

## حرفه نظامی
در ۲ ژوئن ۱۹۹۳، گودوین به عنوان ستوان دوم در نیروی هوایی ایالات متحده منصوب شد. او آموزش پرواز را برای سسنا تی-۳۷، ریتون تی-۱ و لاکهید سی-۱۳۰ هرکولس در پایگاه نیروی هوایی لافلین و لیتل راک از ژانویه ۱۹۹۴ تا اوت ۱۹۹۵ گذراند. از ژوئیه ۱۹۹۹ تا ژوئن ۲۰۰۱، کاپیتان گودوین در دفاتر پنتاگون وزیر نیروی هوایی و رئیس ستاد مشترک، ژنرال هیو شلتون، به عنوان بخشی از برنامه کارآموزی نیروی هوایی کار کرد. گودوین از ژوئن ۲۰۰۱ تا ژوئیه ۲۰۰۶ در پایگاه نیروی هوایی وایتمن مستقر بود. برای اولین سال، وظایف گودوین در اسکادران آموزش رزمی ۳۹۴ شامل آموزش بر روی نورثروپ گرومن بی-۲ اسپریت و پرواز با نورثروپ تی-۳۸ تالون بود. از ژوئن ۲۰۰۲ تا نوامبر ۲۰۰۴، گودوین فرمانده پرواز با اسکادران ۳۲۵ بمب‌افکن بود، او با تی-۳۸ پرواز می‌کرد و به عنوان فرمانده مأموریت در سورتی بی-۲ عمل می‌کرد.
در ۲۱ نوامبر ۲۰۱۹، بازرس کل گزارش تحقیقاتی خود را منتشر کرد و ادعاهایی را مطرح کرد که گودوین دیگران را به خاطر شکست‌های خود مقصر می‌داند، نتوانسته محیط کار قابل قبولی ایجاد کند و در وقت دولتی برای مقاصد شخصی به مبلغ ۵۳۰۰ دلار آمریکا (معادل ۶۶۳۷ دلار در سال ۲۰۲۴) هزینه کرده است. در پاسخ، وکیل غیرنظامی گودوین اعلام کرد که ژنرال مطابق با ماده ۱۳۸ قانون یکپارچه عدالت نظامی اعاده حیثیت خواهد کرد و بنابراین «ما ارزیابی می‌کنیم که اقدامات بازرس کل خودسرانه، دمدمی مزاجانه یا سوء استفاده از اختیار خود به عنوان سرپرست قضایی بوده است.» گودوین همچنین معتقد است که «تعصب، سوگیری و تبعیض» زیادی بابت همجنس‌گراهراسی تحمل کرده است.